# Мамонова, Татьяна Арсеньевна
Татья́на Арсе́ньевна Мамо́нова (род. 10 декабря 1943, Ленинград, СССР) — советская писательница, диссидентка, журналистка и поэтесса, феминистка.

## Биография
Входила в редколлегию альманаха «Женщина и Россия», критического по отношению к реальному положению женщин в СССР. Писательница, поэтесса, журналистка. В отличие от всех остальных женщин-редакторов, называла себя феминисткой. Затем среди них произошёл раскол — часть активисток желали видеть издание православным. Татьяна Мамонова поддерживала светский курс. Для первого номера она написала статью об опыте пребывания в советском роддоме . Один из экземпляров альманаха был передан в Париж, его переиздание на французском языке вызвало широкое обсуждение во французской прессе. В 1969 году, еще до появления альманаха, на Мамонову уже оказывалось давление со стороны КГБ из-за её критической позиции по отношению к вторжению СССР в Чехословакию, а после зарубежного успеха «Женщина и Россия» Татьяне стали поступать новые угрозы. Накануне московской Олимпиады 1980 года Мамонова и другие создательницы альманаха были изгнаны из СССР.
Вместе с мужем и ребёнком была лишена советского гражданства и выслана в Вену (Австрия), после чего жила, активно читала лекции и публиковалась в странах Запада. Была приглашенным исследователем Гарвардского университета, затем преподавала в Мичиганском университете и Городском Университете Нью-Йорка. Работая в США, приняла решение переименовать альманах «Женщина и Россия» в «Женщина и Земля», который теперь публикуется на 11 языках в 22 странах.
После 26 лет изгнания Мамонова вернулась в Россию. Получила общественный орден «Сердце Данко» и медаль «Служитель России». Пыталась восстановить российское гражданство. В настоящий момент живёт и работает в Нью-Йорке.

## Взгляды
Мамонова придерживается течения либерального феминизма: «…равноправное партнерство женщины и мужчины есть решение большинства проблем социума. „Женский вопрос“ является в не меньшей мере „мужским вопросом“… Я не против мужчин (а это расхожее мнение о феминистках)». Любит моду. Считает, что мужчинам следует больше заниматься бытом и детьми, а патриархат создает миф о мужественности, которому невозможно следовать.

## Критика
Бывшая соратница по альманаху Татьяна Горичева считает, что Мамонова была единственной феминисткой в СССР и очень страдала от этого. Она «…не хотела диссидентского журнала, хотела журнал против мужчин, именно только против мужчин. Она феминистка даже с каким-то гомосексуальным оттенком. Естественно, Церковь она воспринимала как тюрьму для народа…».

## Награды и премии
- 1980 — Женщина года по версии французского F Magazine [12]
- 1998 — US World Heroine Prize [12]